# Asociație stelară

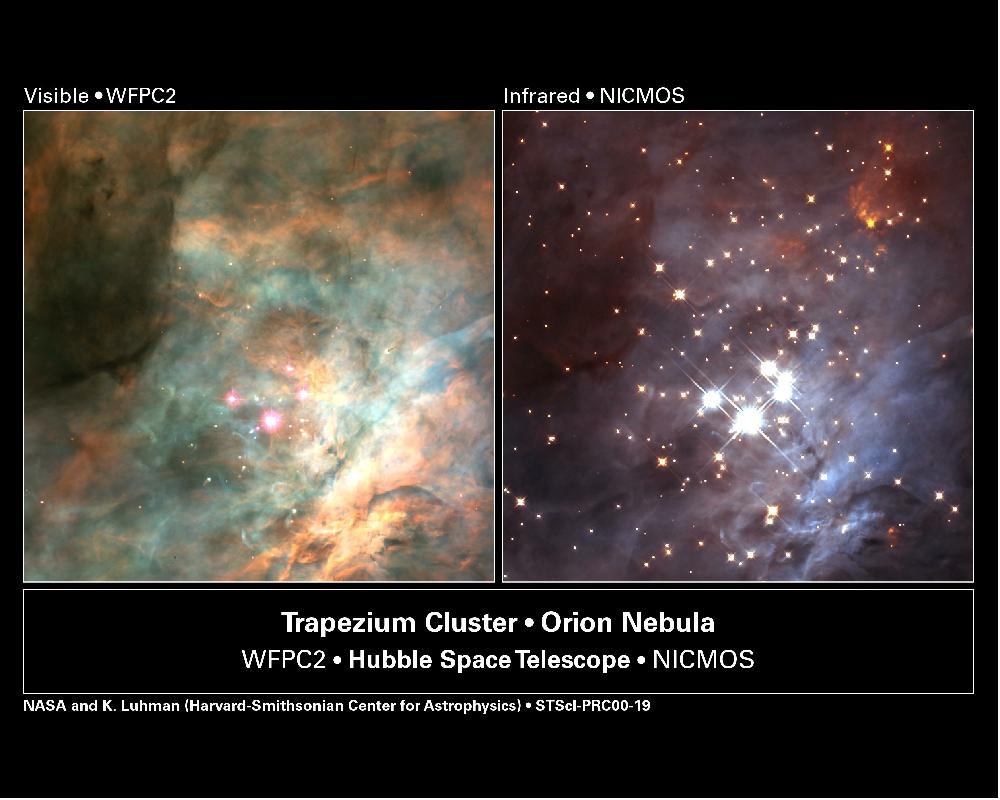
Asociaţia stelară Trapezium din Nebuloasa Orion este o asociație OB.

O asociație stelară, termen introdus în 1949 de către astrofizicianul armean sovietic Viktor Ambarțumian, este un grup de stele ale căror mișcări proprii trădează o origine comună. Contrar unui roi stelar propriu zis, unde stelele sunt în interacțiune gravitațională, stelele dintr-o asociație nu sunt supuse acestei forțe.
Printre asociațiile cele mai studiate în astrofizică, se citează asociațiile OB, grupări de supergigante albastre, foarte calde, tinere și masive.

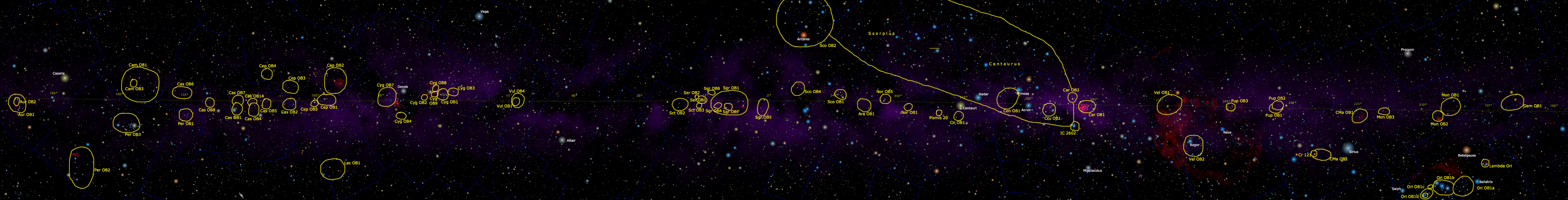
Harta celor mai mari asociații OB din Calea Lactee.